# Woodsia confusa
Woodsia confusa là một loài dương xỉ trong họ Woodsiaceae. Loài này được T.M.C. Taylor mô tả khoa học đầu tiên năm 1947.
Danh pháp khoa học của loài này chưa được làm sáng tỏ. 